# Barthélemy Prosper Enfantin
Barthélemy Prosper Enfantin (8 de febrero de 1796 - 1 de septiembre de 1864) fue un reformador social francés y líder del movimiento sansimoniano.

## Biografía
Nació en París, como hijo de un banquero natural del Delfinado. Tras recibir su instrucción primaria en un liceo, fue enviado en 1813 a la École polytechnique. En marzo de 1814 formó parte del grupo de estudiantes que, en los altos de Montmartre y Saint-Chaumont, intentaron luchar contra los ejércitos de la Sexta Coalición que invadieron París. Como consecuencia la escuela fue pronto clausurada por Luis XVIII, de modo que Enfantin tuvo que buscar otra carrera.
Comenzó trabajando para un comerciante de vinos, y viajó a Alemania, Rusia y el Reino Unido de los Países Bajos. En 1821 ingresó como trabajador a un banco recién establecido en San Petersburgo, pero regresó dos años después a París, donde se le asignó la función de cajero en la Caisse Hypothécaire. Paralelamente, se hizo miembro de la sociedad secreta de los Carbonarios. En 1825 conoció a Olinde Rodrigues, quien lo presentó ante el Conde de Saint-Simon. Enfantin se adhirió a la corriente de socialismo utópico de Saint-Simon, y para 1829, se había convertido en uno de los líderes de la secta, enfatizando el carácter religioso de la doctrina sansimoniana.
Tras la Revolución de 1830 Enfantin renunció a su puesto de cajero y dedicó toda su energía al Saint-simonismo. Además de contribuir al diario Le Globe, se aproximó al pueblo predicando sistemáticamente, y organizó centros de acción en algunas de las principales ciudades de Francia. La sede de la secta en París se trasladó de las modestas instalaciones de la Rue Taranne a los grandes aposentos del Boulevard des Italiens. Enfantin y Saint-Amand Bazard fueron proclamados Pères Suprêmes (Padres Supremos), aunque esta unión apenas fue nominal, pues entre los dos se manifestaron divergencias. Bazard, quien se concentraba en organizar el grupo, se dedicó a la reforma política, mientras que Enfantin, quien se inclinaba a enseñar y predicar, dedicó su tiempo al cambio moral y social. Estas divergencias derivaron en un marcado antagonismo cuando Enfantin expresó en 1831 su teoría sobre las relaciones entre el hombre y la mujer, según la cual la "tiranía del matrimonio" debía sustituirse por un sistema de "amor libre". Esta reivindicación de la "emancipación de la mujer" se produjo a partir de la lectura que hizo Enfantin de las obras de Charles Fourier.

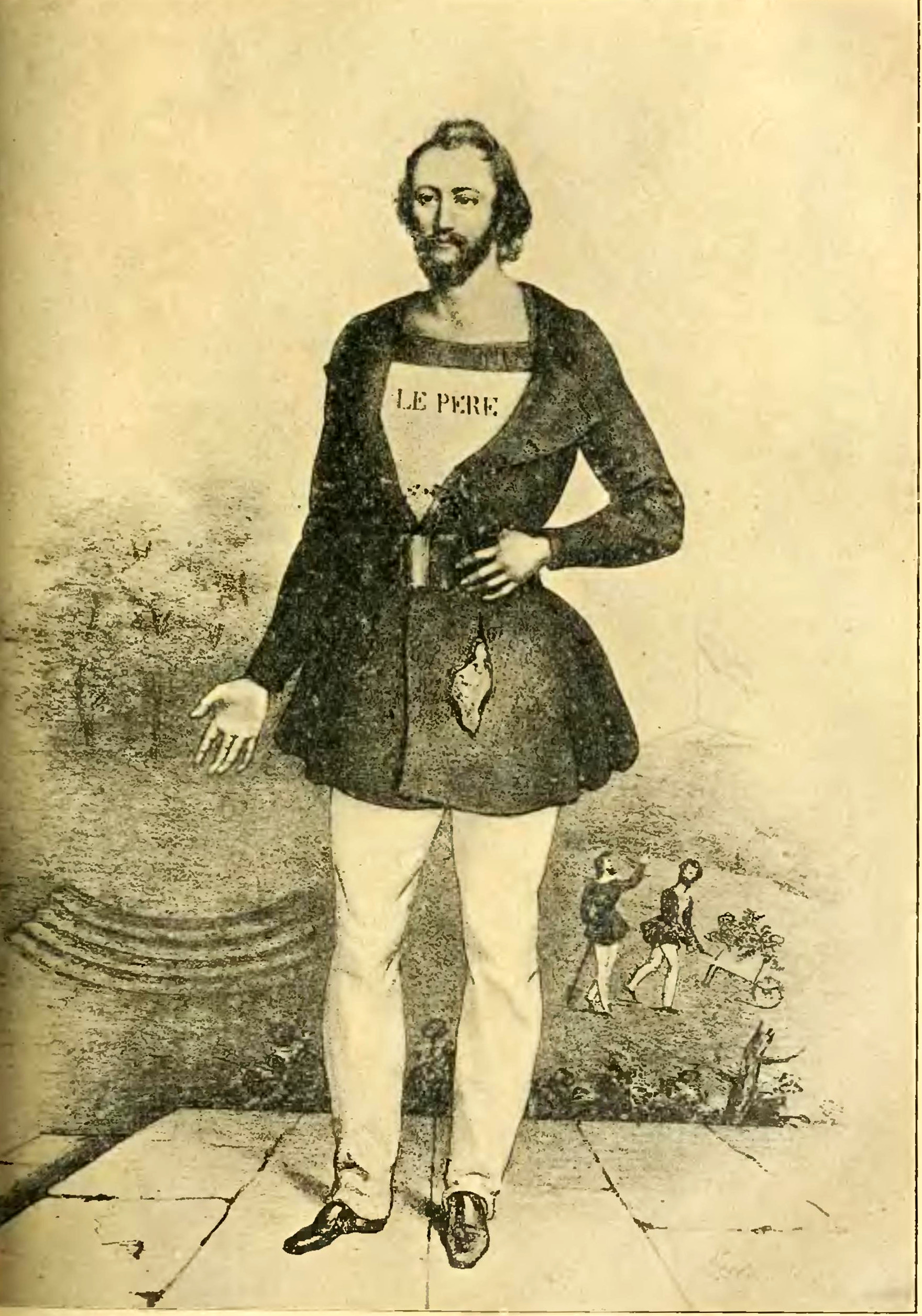
Barthélémy-Prosper Enfantin, «padre» de la «religión» sansimoniana.

Bazard y sus discípulos se separaron de Enfantin, quien orientó el grupo hacia lo religioso y logró la adhesión de nuevos fieles. Empezó a utilizar en el pecho una insignia con la inscripción de su título de Père, declaró que era el elegido de Dios y sus predicadores se referían a él como "la ley viviente". Por último envió emisarios en búsqueda de la mujer predestinada en convertirse en "Mesías" y ser madre de un nuevo "Salvador", búsqueda que resultó costosa e infructuosa.
Mientras tanto, su nueva religión reunió creyentes en varios lugares de Europa: sur de Francia, Bélgica, Alemania. Sus extravagancias y éxito llamaron la atención de las autoridades, quienes consideraron que se estaba convirtiendo en una amenaza para la moral pública. En mayo de 1832 las instalaciones de la secta fueron clausuradas por el gobierno, Enfantin y algunos de sus seguidores fueron citados para comparecer ante los tribunales. Luego de esto, se retiró a su propiedad en Menilmontant, cerca de París, donde con cuarenta de sus discípulos, todos hombres, continuó con su modo de vida socialista. En agosto del mismo año fue de nuevo arrestado, y pidió que su defensa estuviera a cargo de dos mujeres que estaban con él, alegando que el asunto era de especial interés de las mujeres; el requerimiento fue rápidamente negado. El juicio se desarrolló durante dos días y tuvo como resultado el veredicto de culpable, con la sentencia de un año de prisión y una pequeña multa.
Aunque Enfantin fue liberado en pocos meses, la secta se había desacreditado. Luego de obtener su libertad, se hizo acompañar por veinte de sus seguidores y algunos ingenieros a Egipto, con la intención de crear el Canal de Suez, de acuerdo con "extrañas ideas simbólicas según las cuales el proyecto era un matrimonio entre Oriente y Occidente". Esto irritó al virrey egipcio, Mehmet Alí, quien pronto quiso expulsar a los saint-simonistas, aunque Ferdinand de Lesseps, quien finalmente constuiría el canal, simpatizaba con ellos e intervino a su favor. Enfantin permaneció en Egipto dos años, y pudo haber pasado al servicio de Alí si se hubiera convertido al Islam, como lo hicieron algunos de sus seguidores.
A su regreso a Francia, ocupó cargos pequeños. En 1841, a través de la influencia de algunos de sus amigos que lograron cargos importantes, fue designado miembro de una comisión científica a Argelia, razón por la cual se involucró en investigaciones sobre África del Norte y la colonización en general. En 1845, fue nombrado director del ferrocarril París-Lyons. Tres años después, junto con Duveyrier, fundó un diario llamado Le Credit. discontinuado en 1850. Luego fue agregado a la administración del ferrocarril de Lyons al Mediterráneo. Falleció repentinamente en París, el 1 de septiembre de 1864. Por disposición testamentaria, sus discípulos publicaron entre 1865 y 1878 las obras de Enfantin y de Saint-Simon, en 47 volúmenes.